# スタッド・ドゥ・ローブ
スタッド・ドゥ・ローブ（Stade de l'Aube）は、フランス・トロワにあるサッカー専用スタジアム。1956年からサッカークラブであるトロワACがホームスタジアムとして使用している。

## 概要
1924年に地元の実業家であるマルセル・ヴィトゥー氏がスタジアム建設用の土地を取得し、計画から1925年の竣工までを見守った。約30年後の1956年に大規模な改修工事に取り組み、現在のスタジアムに近い姿となった。
2022年7月、スタジアムのピッチに敷かれていた芝生が細菌感染を引き起こし、芝の変色や剥離が確認されたものの、7月はシーズンオフにあたる時期であったため、被害は最小限に留まった。
スタジアムの角には2人用のバスタブが付設されており、ビールなどの飲料を片手にスタンドよりも間近で試合を観戦できるVIP席が用意されている